# 공애황후

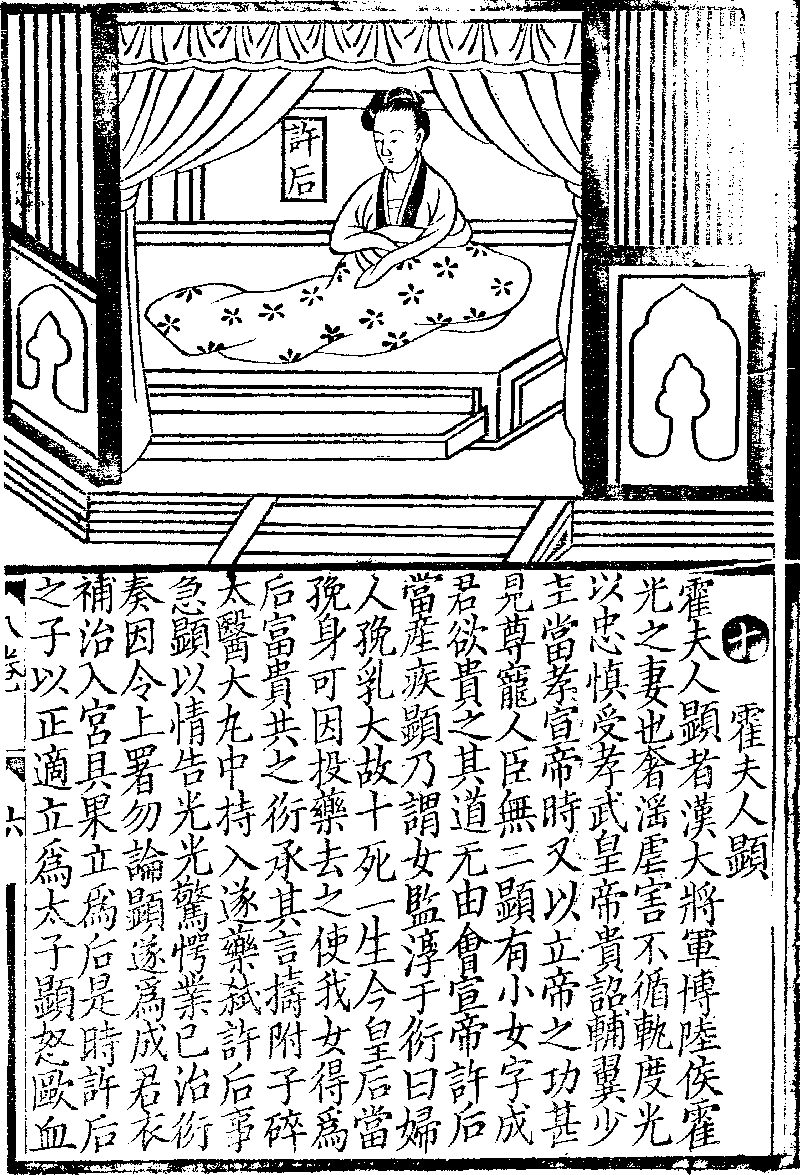
허평군

공애황후 허평군(恭哀皇后 許平君, 기원전 89년? 88년? ~ 기원전 71년)은 전한 후기의 황제 선제의 황후로, 창읍국 사람이다. 선제와의 사이에서 원제를 낳았다.

## 생애
허황후의 아버지는 평은후 허광한(平恩侯 許廣漢)이다. 허씨는 선제가 즉위하기 이전부터 그의 본부인이었다. 선제는 즉위하면서 조강지처인 허씨를 황후로 책봉하려 했지만, 대신들은 선제가 즉위하는데 공이 컸던 곽광(霍光)의 딸 곽성군(霍成君)을 황후로 삼아야 한다고 주청하였다. 하지만 선제는 외척의 세력이 커지는 것을 의식해 대신들의 의견을 무시하고 허씨를 황후에 책립하였다. 이를 안 곽성군의 모친 현아(顯兒)는 임신 중이던 허평군이 병이 걸린 틈을 타 여의(女醫) 순우연(淳于衍)을 매수해 허평군을 독살해 버리고 만다. 이일로 어의 순우연이 죽고 순우연의 친구이자 효원황후의 모친인 왕아조가 말려들어 처형당한다. 하지만 후에 곽성군과 현아가 허씨의 소생인 원제를 죽이려고 계획한 일이 탄로나 현아는 처형되고 곽성군은 폐위된 후에 자결하였다. 허씨는 공애황후(恭哀皇后)에 추존되었다.

## 참고 문헌
- 샹관핑, 《중국사 열전, 후비 - 황제를 지배한 여인들》, 달과소, 2008